# Casarão de Azulejos
O Casarão de Azulejos, também conhecido como Sobrado dos Azulejos, é um prédio histórico localizado no centro histórico de João Pessoa, capital do estado brasileiro da Paraíba. Pertenceu ao comendador Antônio dos Santos Coelho, servindo de residência a sua família e, posteriormente, serviu de repartição pública e escola.

## Histórico
Construído no século XIX, é um exemplar da arquitetura civil de época, constituindo um patrimônio histórico de importância significativa e um dos últimos remanescentes que apresenta revestimento exterior em azulejaria portuguesa.
Sua parte externa é toda revestida de azulejos portugueses em tons de azul, trazidos da cidade do Porto, em Portugal. Foi tombado pelo Instituto do Patrimônio Histórico e Artístico do Estado da Paraíba (IPHAEP) em 1980, e desapropriado pelo Governo do Estado, em 1988. Apresenta 480 m² de área construída, e dois pavimentos.
O prédio passou por reformas entre 1995 e 1999, sendo inaugurado em 13 de janeiro de 2000, e hoje abriga atividades culturais e administrativas.